# وادي بهت
وادي بهت واد يقع في المغرب وتحديدا في الوسط الغربي للبلاد مجراه غير بعيد عن مدينة الخميسات وبني عليه سد الكنزرة.
نهر بهت هو مجرى مائي في المغرب. هو أحد روافد نهر سبو. يُعرف هذا النهر أيضًا باسم وادي بهت، وهو يرتفع في سلسلة جبال الأطلس المتوسط. النهر محجوز بسد ري القنطرة على بعد حوالي 20 كيلومتر (12 ميل) جنوب سيدي سليمان. وهو نهر بطول 121 كم في شمال المغرب.

## التاريخ الطبيعي
في الأجزاء العليا من مستجمعات المياه في الأطلس المتوسط هو على مدى عصور ما قبل التاريخ موطن الرئيسيات كالمكاك البربري المعرض للانقراض، هذا الحيوان الذي كان بمجموعة أكبر من ذلك بكثير قبل التاريخ الحالي في شمال أفريقيا.

## الهيدرولوجيا
ينبع وادي بهت على سفوح جبال الأطلس المتوسط بالقرب من مدينة الخميسات.و من هناك يتدفق إلى الشمال الغربي عشرين كيلومترًا شمال من مدينة القنيطرة. مصب النهر في سبو.
بين عامي 1927 و1935. تم بناء سد على النهر على بعد عشرين كيلومترًا جنوب مدينة سيدي سليمان ، وبذلك تكون البحيرة التراكمية الأقدم في المغرب،وهي بحيرة القنطرة، بسعة 227000 متر مكعب سمحت بري 25 ألف هكتار، وتشغيل محطة لتوليد الطاقة الكهرومائية سنويًا. أنتجت 15000 كيلو واط ساعة من الكهرباء.
تم رفع السد بمقدار 6 أمتار (اليوم 68 مترًا) عام 1968، فزادت سعته إلى ألف 297 متر مكعب، فروت 3700 هكتار، ومحطة الطاقة الكهرومائية 33 مليون كيلو واط ساعة.
يبلغ طول حوض النهر 4،603 كلم ويغطي جهة الرباط سلا القنيطرة.